# 走光 (行為)
走光，或称曝光，是人的身體敏感部位或私密衣物暴露在他人眼前的行为。所暴露的部位，例如性器官、內褲，或是女性的內衣、乳頭等。大部分的走光是在本人不經意或不知情的情况下發生的，但据称部分藝人可能為引來注意或爭取媒體報導的效果，有时会故意走光，而媒體也有蓄意拍攝藝人的敏感部位的取向。
如故意曝光成癮，或藉此達到性興奮，則稱為暴露癖。